# Welter
Welter ist ein deutscher Familienname.

## Namensträger
- Adolf Welter (* 1934), deutscher Heimatforscher
- Alexandre Welter (* 1953), brasilianischer Segler
- Anton Karl Welter (1801–1878), deutscher Jurist und Politiker
- Benedikt Welter (* 1965), deutscher römisch-katholischer Priester
- Benny Welter (* 1981), luxemburgischer Eishockeyspieler
- Eduard Welter (1900–1979), deutscher Widerstandskämpfer
- Emmi Welter (1887–1971), deutsche Politikerin
- Erich Welter (1900–1982), deutscher Publizist und Wirtschaftswissenschaftler
- Frederic Welter (* 1982), deutscher Schauspieler
- Friederike Welter (* 1962), deutsche Ökonomin und Hochschullehrerin
- Friedrich Welter (1900–1984), deutscher Komponist, Musikpädagoge und Musikkritiker
- Gabriel Welter (1890–1954), deutscher Archäologe
- Gerhard Welter (1907–1989), deutscher Numismatiker und Autor
- Hanns Welter (vor 1916–vor 1981), deutscher Tischtennisspieler
- Harald Welter (* 1946), Schweizer Fußballspieler
- Ilya Welter (* 1966), deutsche Synchronsprecherin
- Jakob Welter (1907–1944), deutscher Widerstandskämpfer
- Johann Peter Welter (1823–1881), deutscher Politiker, Mitglied der Frankfurter Nationalversammlung
- Johann Samuel Welter (1650–1720), deutscher Komponist
- Johannes Matthias Welter (1735–1809), deutscher Abt
- Katrin Welter (* 1990), deutsche Handballspielerin und -trainerin
- Kurt Welter (1916–1949), deutscher Jagdflieger
- Ludwig Welter (1917–1965), deutscher Opernsänger (Bass)
- Marianne Welter (1907–2004), deutschamerikanische Sozialarbeiterin und politische Emigrantin
- Marion Welter (* 1965), luxemburgische Sängerin beim Eurovision Song Contest
- Markus Welter (* 1968), deutscher Regisseur und Filmeditor
- Michael Welter (1808–1892), deutscher Kirchenmaler
- Michel Welter (* 1983), luxemburgischer Eishockeytorwart
- Nicole Welter (* 1971), deutsche Pädagogin
- Nikolaus Welter (1871–1951), luxemburgischer Dramatiker, Dichter, Sprachwissenschaftler und Staatsmann
- Oliver Welter (* 1967), österreichischer Musiker, Songwriter und Schauspieler
- Otto Welter (1839–1880), deutscher Jurist und Bergsteiger
- Reinhard Welter (1950–2021), deutscher Jurist und Professor
- Rosmarie Welter-Enderlin (1935–2010), Schweizer systemische Beraterin und Psychotherapeutin
- Stella Welter (* 1991), deutsche Schauspielerin
- Tina Welter (* 1993), luxemburgische Handballspielerin
- Ursula Welter (Kostümbildnerin) (1946–2010), deutsche Kostümbildnerin
- Ursula Welter (Journalistin) (* 1962), deutsche Hörfunkjournalistin
- Volker M. Welter (* 1963), deutscher Architekturhistoriker
- Wilhelm Welter (Politiker) (1898–1966), deutscher Politiker (NSDAP), MdR
- Wilhelm Welter (SS-Mitglied) (1913–1946), deutscher SS-Hauptscharführer